# Igensdorf
Igensdorf er en købstad (markt) i Landkreis Forchheim i Regierungsbezirk Oberfranken i den tyske delstat Bayern.

## Geografi
Kommunen ligger ved udkanten af Fränkische Alb og er præget af slyngede dale fra floderne Schwabach, Lillach og Rüsselbækken. Højeste punkt er Hetzles med mit 549 moh. , Eberhardsberg med Teufelstisch på 533 moh. og Mitteldorfer Berg på 507 moh. Laveste punkt er området ved rensningsanlægget Obere Schwabach med ca. 314 moh.
Nabokommuner er (med uret fra nord):

Gräfenberg, Weißenohe, Schnaittach, Eckental, Kleinsendelbach, Neunkirchen am Brand, Hetzles, Kunreuth

### Bydele, landsbyer og bebyggelser
| - Affalterbach - Bodengrub - Bremenhof - Dachstadt - Eichenmühle | - Etlaswind - Haselhof - Igensdorf - Kirchrüsselbach - Letten | - Lettenmühle - Lindenhof - Lindenmühle - Mitteldorf - Mittelrüsselbach | - Neusleshof - Oberlindelbach - Oberrüsselbach - Pettensiedel - Pommer | - Stöckach - Unterlindelbach - Unterrüsselbach - Weidenbühl - Weidenmühle |